# همایون جابر انصاری
همایون جابر انصاری (۱۳۰۷ اصفهان- ۱۳۷۸) سیاست مدار،
انصاری متولد ۱۳۰۷ در اصفهان بود. به گفتهٔ باقر عاقلی، او در دانشگاهی در انگلستان در رشتهٔ برق و الکترونیک مدرک فوق لیسانس گرفت.
اما طبق اطلاعات موجود در اسناد سفارت آمریکا در ایران، در دانشگاه نبراسکا در رشتهٔ زمین‌شناسی اکتشافی تحصیل کرده است. پس از بازگشت به ایران، از سال ۱۳۳۶ به استخدام شرکت ملی نفت ایران درآمد. فعالیت در شرکت ملی نفت ایران او را در حلقهٔ نزدیکان امیرعباس هویدا درآورد که در این زمان مدیر اداری شرکت ملی نفت بود. سپس به وزارت دارایی انتقال یافت و مدیرکل امور نفتی شد.
همایون جابر از سال ۱۳۴۶ مدیرعامل شرکت مخابرات ایران شد و تا سال ۱۳۵۲ در این سمت بود. از سال ۱۳۵۳ تا پایان دورهٔ نخست‌وزیری هویدا در مرداد ۱۳۵۶ وزیر مسکن و شهرسازی بود. او در سال ۱۳۷۸ در اثر بیماری سرطان در خارج از ایران درگذشت.